# Puchar Niemiec w piłce nożnej (1941)
Puchar Niemiec w piłce nożnej mężczyzn 1941 lub Puchar Tschammera 1941 – 7. edycja rozgrywek mających na celu wyłonienie zdobywcy Pucharu Niemiec. Po raz 2. trofeum wywalczył Dresdner SC. Finał został rozegrany na Stadionie Olimpijskim w Berlinie.

## Plan rozgrywek
Rozgrywki szczebla centralnego składały się z 6 części:
- Pierwsza runda: 8–27 lipca 1941 roku
- Druga runda: 2–10 sierpnia 1941 roku
- Trzecia runda: 24–31 sierpnia 1941 roku
- Ćwierćfinał: 21 września 1941 roku
- Półfinał: 12 października 1941 roku
- Finał: 2 listopada 1941 roku na Stadionie Olimpijskim w Berlinie

## Pierwsza runda
Mecze zostały rozegrane w okresie 8–27 lipca 1941 roku.
| Drużyna 1                         | Wynik      | Drużyna 2              |
| --------------------------------- | ---------- | ---------------------- |
| Rapid Wiedeń                      | 4:3        | FC Wien                |
| Austria Wiedeń                    | 6:2        | Wacker Wiedeń          |
| Holstein Kilonia                  | 2:1        | Hamburger SV           |
| Waldhof Mannheim                  | 2:1        | SpVgg Sandhofen        |
| Jahn Regensburg                   | 2:6        | TSV 1860 Monachium     |
| Schwaben Augsburg                 | 0:7        | 1. FC Nürnberg         |
| SV Prussia-Samland Königsberg     | 3:8        | Königsberger STV       |
| VfB Königsberg                    | odwołany   | Polizei SV Tilsit      |
| Preussen Danzig                   | 2:4        | Viktoria Stolp         |
| MSV Hubertus Kolberg              | 2:3        | LSV Kamp-Köslin        |
| LSV Stettin                       | 0:6        | Tennis Borussia Berlin |
| Hertha BSC                        | 1:2        | Blau-Weiss 90 Berlin   |
| Vorwärts-Rasensport Gleiwitz      | 7:2        | DTSG Krakau            |
| Breslauer SpVg 02                 | 3:2        | Germania Königshütte   |
| Dresdner Sportfreunde 01          | 0:2        | PSV Chemnitz           |
| LSV Nordhausen                    | 2:4        | 1. SV Jena             |
| Eimsbütteler TV                   | 1:2        | Werder Brema           |
| Eintracht Brunszwik               | 1:3        | Hannover 96            |
| SV Linden 07                      | 6:5 (dog.) | Wilhelmsburg 09        |
| Rot-Weiss Essen                   | 1:2 (dog.) | Schalke Gelsenkirchen  |
| Westende Hamborn                  | 0:0 (dog.) | TuS Helene Altenessen  |
| TuS Duisburg 48/99                | 0:1        | Schwarz-Weiss Essen    |
| Viktoria Köln                     | [ 1 ]      | Fortuna Düsseldorf     |
| Reichsbahn TSV Rot-Weiß Frankfurt | [ 2 ]      | VfL Köln 1899          |
| SV Kurhessen Kassel               | 0:4        | BC Sport Kassel        |
| Borussia Fulda                    | 9:6        | Kickers Offenbach      |
| FC Rheinfelden                    | 0:2        | FC Mülhausen           |
| FV Metz                           | 4:0        | VfL Neckarau           |
| Stuttgarter Kickers               | 17:0       | VfB 05 Knielingen      |
| SpVgg Fürth                       | 7:0        | Stuttgarter SC         |
| NSTG Prag                         | 1:2        | Admira Wiedeń          |
| LSV Wurzen                        | 1:4        | Dresdner SC            |

### Mecze powtórzone
| Drużyna 1                          | Wynik | Drużyna 2          |
| ---------------------------------- | ----- | ------------------ |
| TuS Helene Altenessen              | 2:4   | Westende Hamborn   |
| Reichsbahn TSV Rot-Weiss Frankfurt | 3:0   | VfL Köln 1899      |
| Viktoria Köln                      | 0:4   | Fortuna Düsseldorf |

## Druga runda
Mecze zostały rozegrane w okresie 2–10 sierpnia 1941 roku.
| Drużyna 1                    | Wynik      | Drużyna 2                          |
| ---------------------------- | ---------- | ---------------------------------- |
| Tennis Borussia Berlin       | 2:3        | Blau-Weiss 90 Berlin               |
| Königsberger STV             | 0:7        | VfB Königsberg                     |
| Vorwärts Rasensport Gleiwitz | 6:1        | Breslauer SpVg 02                  |
| PSV Chemnitz                 | 0:3        | Dresdner SC                        |
| Viktoria Stolp               | 0:3        | LSV Kamp-Köslin                    |
| SV Jena                      | 5:3        | Borussia Fulda                     |
| Werder Brema                 | 1:2        | Holstein Kilonia                   |
| Hannover 96                  | 5:1        | SV Linden 07                       |
| Westende Hamborn             | 1:2        | Schwarz-Weiss Essen                |
| Sport Kassel                 | 0:3        | Waldhof Mannheim                   |
| FV Metz                      | 0:0 (dog.) | Reichsbahn TSV Rot-Weiss Frankfurt |
| FC Mülhausen                 | 0:4        | Stuttgarter Kickers                |
| TSV 1860 Monachium           | 2:5        | Austria Wiedeń                     |
| Rapid Wiedeń                 | 3:5        | Admira Wiedeń                      |
| Schalke Gelsenkirchen        | 4:2        | Fortuna Düsseldorf                 |
| 1. FC Nürnberg               | 4:1        | SpVgg Fürth                        |

### Mecze powtórzone
| Drużyna 1                          | Wynik | Drużyna 2 |
| ---------------------------------- | ----- | --------- |
| Reichsbahn TSV Rot-Weiss Frankfurt | 0:2   | FV Metz   |

## Trzecia runda
Mecze zostały rozegrane w okresie 24–31 sierpnia 1941 roku.
| Drużyna 1           | Wynik | Drużyna 2                    |
| ------------------- | ----- | ---------------------------- |
| LSV Kamp-Köslin     | 3:2   | VfB Königsberg               |
| Holstein Kilonia    | 4:0   | Blau-Weiss 90 Berlin         |
| Austria Wiedeń      | 8:0   | Vorwärts Rasensport Gleiwitz |
| Dresdner SC         | 9:2   | Hannover 96                  |
| Waldhof Mannheim    | 0:1   | Admira Wiedeń                |
| Stuttgarter Kickers | 4:2   | 1. FC Nürnberg               |
| SV Jena             | 3:0   | FV Metz                      |
| Schwarz-Weiss Essen | 1:5   | Schalke Gelsenkirchen        |

## Ćwierćfinały
Mecze zostały rozegrane 21 września 1941 roku.
| Drużyna 1             | Wynik | Drużyna 2           |
| --------------------- | ----- | ------------------- |
| Holstein Kilonia      | 2:1   | SV Jena             |
| LSV Kamp-Köslin       | 1:4   | Dresdner SC         |
| Admira Wiedeń         | 5:0   | Stuttgarter Kickers |
| Schalke Gelsenkirchen | 4:1   | Austria Wiedeń      |

## Półfinały
Mecze zostały rozegrane 12 października 1941 roku.
| Drużyna 1             | Wynik | Drużyna 2        |
| --------------------- | ----- | ---------------- |
| Dresdner SC           | 4:2   | Admira Wiedeń    |
| Schalke Gelsenkirchen | 6:0   | Holstein Kilonia |

## Finał
| 2 listopada 1941 | Schalke Gelsenkirchen · Kuzorra 51' | 1:20:1Raport | Dresdner SC · 8' Kugler · 88' Carstens | Stadion Olimpijski, Berlin Widzów: 65 000 Sędzia: Helmuth Fink (Frankfurt) |
|                  |                                     |              |                                        |                                                                            |

| SCHALKE GELSENKIRCHEN: |   |                   |
|                        |   |                   |
| BR                     | 1 | Hans Klodt        |
| OB                     |   | Hans Bornemann    |
| OB                     |   | Otto Schweisfurth |
| PO                     |   | Herbert Brudenski |
| PO                     |   | Rudi Gellesch     |
| PO                     |   | Bernhard Füller   |
| NA                     |   | Ernst Kalwitzki   |
| NA                     |   | Fritz Szepan      |
| NA                     |   | Hermann Eppenhoff |
| NA                     |   | Ernst Kuzorra     |
| NA                     |   | Karl Barufka      |
| Trener:                |   |                   |
| Otto Faist             |   |                   |

| DRESDNER SC: |   |                 |
|              |   |                 |
| BR           | 1 | Willibald Kress |
| OB           |   | Karl Miller     |
| OB           |   | Heinz Hempel    |
| PO           |   | Herbert Pohl    |
| PO           |   | Walter Dzur     |
| PO           |   | Helmut Schubert |
| NA           |   | Heiner Kugler   |
| NA           |   | Heinz Schaffer  |
| NA           |   | Richard Hofmann |
| NA           |   | Helmut Schön    |
| NA           |   | Gustav Carstens |
| Trener:      |   |                 |
| Georg Köhler |   |                 |

| Puchar Niemiec w piłce nożnej 1941 Zwycięzcy |
| -------------------------------------------- |
| Dresdner SC 2. Tytuł                         |

## Statystyki
Najlepsi strzelcy
| Piłkarz        | Gole | Zespół                       |
| -------------- | ---- | ---------------------------- |
| Edmund Conen   | 8    | Kickers Stuttgart            |
| Ludwig Gärtner | 7    | Borussia Fulda               |
| Heiner Kugler  | 7    | Dresdner SC                  |
| Georg Wostal   | 7    | Vorwärts Rasensport Gleiwitz |
| Möhrke         | 6    | Königsberger STV             |
| Franz Riegler  | 6    | Austria Wiedeń               |
| Albert Sing    | 6    | Kickers Stuttgart            |